# Fredrik Olofsson (ishockeyspelare)
Fredrik Olofsson, född 27 maj 1996 i Helsingborg, är en svensk professionell ishockeyspelare som spelar för IK Oskarshamn i SHL